# Vlastimil Petržela
Vlastimil Petržela (Prostějov, 20 de julho de 1953) é um ex-futebolista profissional checo que atuava como atacante.

## Carreira
Vlastimil Petržela fez parte do elenco da Seleção Checoslovaca de Futebol, da Copa de 1982.